# ボス・ベイビー ファミリー・ミッション
『ボス・ベイビー ファミリー・ミッション』（原題: The Boss Baby: Family Business）は、2021年のアメリカ合衆国の3Dコンピュータアニメーション・コメディ映画。2017年の映画『ボス・ベイビー』の続編にあたり、マーラ・フレイジーによる2010年の絵本『あかちゃん新社長がやってきた』を原作としている。ドリームワークス・アニメーションが製作、ユニバーサル・ピクチャーズが配給する。
ティムの娘ティナが、全ての大人を排除しようと企むアーウィン・アームストロング博士を阻止するために、ベイビーコープ社に協力を要請したことから、大人になったテンプルトン兄弟が再び集結するというストーリー。
2017年5月に『ボス・ベイビー』続編の計画が発表され、マクグラスが監督に復帰した。アニメーションはDWAグレンデールで始まり、一部の制作資産はジェリーフィッシュ・ピクチャーズから借用し、COVID-19の世界的流行により声優は遠隔で行われた。
2021年7月2日にアメリカでユニバーサル・ピクチャーズにより、従来型と一部のRealD 3D、ドルビーシネマ、4DXで劇場公開され、またPeacockの有料ティアで60日間ストリーミング配信された。全世界で1億4,600万ドルの興行収入を上げたが、批評家からは概ねさまざまな評価を受け、Rotten Tomatoesの批評家の総意として「子供向けの苦痛のない気晴らし」と評された。

## あらすじ
前作から25年後、大人になったティムは結婚し、妻のキャロルと2人の娘（7歳のタビサと乳児のティナ）と暮らしている。一方、彼の弟でボス・ベイビーことテッドは投資会社のCEOとして成功しているが、ティムのそばにはおらず、ティムとその家族に豪華なプレゼントを送っている。タビサは大人びた行動をとるようになり、ある夜、落胆したティムが娘の成長ぶりに疑問を抱いていると、ティナの部屋から物音が聞こえてきた。彼は、ティナがかつてのテッドと同じようにボス・ベイビーであり、特別な任務のためにテッドをそこに連れて行くように命じられていることを知る。ティムは「絶対に来ない」と電話を拒否し、ティナに「また寝よう」と励ます。しかし、ティナはテッドに偽のボイスメールを残し、テンプルトンの家に誘い込む。
翌朝、テッドがやってきて、ティムはティナがボス・ベイビーで、テッドは自分がボス・ベイビーだったことを覚えていないだけだと説明しようとする。ティナはテッドに自分がボス・ベイビーであることを明かし、2人に魔法のおしゃぶりを与えてベイビー・コープ社を訪れる。ティナは、タビサの学校に潜入し、学校の創設者で校長のアーウィン・アームストロング博士が両親に隠れて何を企んでいるのかを突き止めるために、48時間だけ子供に戻れるという新しい処方を兄弟に紹介する。
学校では、昔のようになったティムがタビサのクラスについて行き、赤ちゃんのテッドは他の赤ちゃんと一緒になっていた。テッドは、アームストロングのオフィスに調査に行くために、プレイルームから出るのを手伝うように赤ちゃんたちを集める。ティムは授業を妨害して校長室に送られようとするが、代わりにタイムアウトの「箱」に入れられてしまう。テッドは、アームストロングが実は赤ん坊で、親よりも頭がいいことに気づいて家出し、今は人気のスマホアプリを作ってお金を稼いでいることを知る。彼の究極の計画は、B-Dayにすべての親を排除し、子供に何も言えなくすることだ。ベイビーコープ社に連絡がつかず、兄弟が再び離れ離れになっていくのを見たティナは、自分たちで作戦を完遂すると言って辞めようとする。
タビサがソロを歌うことになっているホリデー・ページェントの夜、兄弟とティナはアームストロングが詐欺師であることを暴こうと計画する。しかし、彼らはアームストロングの新しいアプリ「QT-Snap」によって、その夜にB-Dayが開催されることを知り、親たちを催眠術で心のないゾンビにしてしまう。ティムとテッドはアームストロングの忍者ベイビーに捕まり、箱の中に入れられてしまう。箱の中はゆっくりと水で満たされていく。タビサはソロを歌うが、ティムが約束通り現れないのを見て、泣きながらステージを飛び出してしまう。彼女はティナに慰められ、自分の正体と任務を明かす。タバサは妹を助けるために、QT-Snapが世界中に広まる前にサーバーを奪って停止させることに同意する。テッドは、タビサのペットのポニー、プレシャスを学校に呼び寄せ、彼女が「箱」から二人を脱出させる。
先にサーバーにたどり着いたティムとテッドだが、アームストロングに止められ、ゾンビの両親に応援を要請する。処方が効き始めた兄弟が二人を抑えている間に、ティナとタビサがサーバーに乗り込む。タビサはハッキングしてシャットダウン画面を出すことができたが、キーボードはアームストロングに破壊されてしまう。その後、姉妹はメントスとソーダを使ってお菓子の火山を起こし、サーバーを破壊してすべての両親を元に戻します。そしてティナは、ベイビーコープ社を辞めたわけではなく、ティムとテッドを元に戻すことが自分の本当の使命だと明かす。テンプルトン家の家族全員が集まってクリスマスを祝い、アームストロングは自分の家族の元に戻る。

## 登場人物
ボス・ベイビー / テッド（Boss Baby / Ted）
声 - アレック・ボールドウィン（英）、ムロツヨシ（日）
フルネームはセオドア・リンジー・テンプルトン（Theodore Lindsey Templeton Jr.）。ベイビー・コープ社の元幹部であり、ティムの弟。
ティム（Tim）
声 - ジェームズ・マースデン（英）、宮野真守（日）
フルネームはティモシー・レズリー・テンプルトン（Timothy Leslie Templeton）。テッドの兄。
ティナ・テンプルトン / ニュー・ボス・ベイビー（Tina Templeton / New Boss Baby）
声 - エイミー・セダリス（英）、多部未華子（日）
ティムの末っ子の娘。ベイビー・コープ社の新任幹部であり、ティムとキャロルの娘、タビサの妹、テッドの姪である。
タビサ・テンプルトン（Tabitha Templeton）
声 - アリアナ・グリーンブラット（英）、芳根京子（日）
ティムの長女。テッドの姪。
キャロル・テンプルトン（Carol Templeton）
声 - エヴァ・ロンゴリア（英）、坂本真綾（日）
ティムの妻であり、ティナとタビサの母。
テッド・テンプルトン・シニア（Ted Templeton Sr.）
声 - ジミー・キンメル（英）、石田明（日）
テッドとティムの父。
ジャニス・テンプルトン（Janice Templeton）
声 - リサ・クドロー（英）、乙葉（日）
テッドとティムの母、テッド・シニアの妻。
プレシャス（Precious Pony）
テッドから贈られたタビサの愛馬。タビサやテッドとは仲がいいが、ティムとは馬が合わない。
ウィジー（Wizzie）
声 - ジェームズ・マクグラス（英）、銀河万丈（日）
ガンダルフがあしらわれた目覚まし時計。長年箱の底に押し込まれる状態で仕舞われていた。
アーウィン・アームストロング博士（Dr. Erwin Armstrong）
声 - ジェフ・ゴールドブラム（英）、大塚芳忠（日）
今作の敵役。ベイビー・コープ社のライバル会社に所属する博士で、全ての大人を排除しようと企む知的な赤ちゃん。

## キャスト
| 役名                                | 原語版                     | 日本語吹替版     |
| ----------------------------------- | -------------------------- | ---------------- |
| ボス・ベイビー / テッド             | アレック・ボールドウィン   | ムロツヨシ       |
| ティム                              | ジェームズ・マースデン     | 宮野真守         |
| ボス・レディ / ティナ・テンプルトン | エイミー・セダリス         | 多部未華子       |
| タビサ・テンプルトン                | アリアナ・グリーンブラット | 芳根京子         |
| エルヴィン・アームストロング博士    | ジェフ・ゴールドブラム     | 大塚芳忠         |
| キャロル・テンプルトン              | エヴァ・ロンゴリア         | 坂本真綾         |
| ウィジー                            | ジェームズ・マクグラス     | 銀河万丈         |
| テッド・テンプルトン・シニア        | ジミー・キンメル           | 石田明           |
| ジャニス・テンプルトン              | リサ・クドロー             | 乙葉             |
| メーガン                            | セレニティー・ブラウン     | 新津ちせ         |
| ネイサン                            | ラファエル・アレハンドロ   | 中田理智         |
| ジンボ                              | デヴィッド・ソーレン       | こばたけまさふみ |
| ステイシー                          |                            | 早見沙織         |
| コニー                              | ジェームズ・ライアン       | 村瀬歩           |
| ボー・ピープ                        | ノヴァ・リード             | 悠木碧           |
| 糊ベイビー                          | デイブ・ニーダム           | ファイルーズあい |
| 不気味少女                          | モリー・K・グレイ          | 鬼頭明里         |
| ノー・ガール                        | アシュリン・ルンダール     | 川井田夏海       |
| エージェント                        |                            | 松井暁波         |
| ナビ                                |                            | 木村香央里       |
| 映画館の男性客                      |                            | 八代拓           |
| ティファニー                        |                            | 廣田悠美         |
| ホーキング博士                      |                            | 白石兼斗         |
| アーウィンの母                      |                            | 佐野愛           |

## スタッフ
- 監督: トム・マクグラス
- 製作: ジェフ・ハーマン、p.g.a
- 製作総指揮: トム・マクグラス
- 原作: マーラ・フレイジー（英語版）『あかちゃん新社長がやってきた』
- 脚本: マイケル・マッカラーズ（英語版）
- 原案: トム・マクグラス、マイケル・マッカラーズ
- 音楽: ハンス・ジマー、スティーブ・マッツァーロ
- 編集: メアリー・ブリー、マーク・A・ヘスター
- プロダクション・デザイン: レイモンド・ジハッハ
- 字幕翻訳: 山下桂
- 吹替版翻訳: 中村久世
- 演出: 宇出喜美[20]
- 日本語版制作: 株式会社ニュージャパンフィルム[20]

## 製作
2017年5月25日、ユニバーサル・ピクチャーズとドリームワークス・アニメーションは、2017年に全米公開された『ボス・ベイビー』続編が2021年に公開されることを発表した。2019年5月17日、トム・マクグラスが監督に復帰し、ジェフ・ハーマンが前作のプロデューサーであるラムジー・アン・ナイトーに代わってプロデューサーに就任することが発表された。2020年9月17日、ジェフ・ゴールドブラム、アリアナ・グリーンブラット、エヴァ・ロンゴリア、ジェームズ・マースデン、エイミー・セダリスがキャストに加わり、ジミー・キンメル、リサ・クドローらが続投することが発表された。
製作の一部は、新型コロナウイルス感染症の世界的流行により、遠隔で行われた。また、『ヒックとドラゴン 受け継ぐ者たち』や『スピリット 未知への冒険』などを手がけたジェリーフィッシュ・ピクチャーズが、その制作資産を本作に活用した。

### 音楽
前作で作曲を担当したハンス・ジマーとスティーブ・マッザーロが続投し、ジェイコブ・コリアーはキャット・スティーブンスの「If You Want to Sing Out, Sing Out」のカバーを作曲した。また、『ファインディング・ネバーランド』で有名なソングライター、ゲイリー・バーロウが、グリーンブラットが演奏する「Together We Stand」という新曲を提供した。

### 続編
2021年6月、アレック・ボールドウィンとエイミー・セダリスとのQ&Aで、『ボス・ベイビー』第3作が初期開発中であることが発表された。

## 公開

### 劇場公開およびストリーミング
本作は、2021年7月2日に米国でユニバーサル・ピクチャーズにより、通常の上映と一部のRealDおよびドルビーシネマで劇場公開された。当初は2021年3月26日の発売を予定していたが、新型コロナウイルス感染症の世界的流行の影響で9月17日に延期され、その後7月2日に変更された。また、NBCユニバーサル傘下の定額制動画配信サービスであるPeacockのプレミアム会員向けに60日間ストリーミング配信された。通常、ユニバーサルはアメリカ劇場所有者協会などとの取り決めにより、インターネットサービスにおける新作映画の配信は劇場公開から17日後としているが、本作品についてはこの取り決めの対象外となった。背景には系列テレビ局のNBCがアメリカ向け独占放映権を保有し、同年7月23日から日本で開催された東京オリンピック前にPeacockの加入者数を増やし、Disney+やHBO Maxなどといった、競合サービスに対抗したい思惑があると報じられていた。

### ホームメディア
本作は、2021年9月14日に4K、DVD、Blu-rayで、ユニバーサル・ピクチャーズ・ホーム・エンターテイメントより発売予定である。

## 評価

### 興行成績
2021年9月8日現在、アメリカとカナダで5,700万ドル、その他の地域で4,880万ドル、全世界合計で1億580万ドルの興行収入を記録している。
アメリカとカナダでは、『フォーエバー・パージ』と並行して公開され、オープニング週末には3,640館で約1,500万ドルの興行収入が見込まれている。また、木曜夜の試写会での131万ドルを含む初日で770万ドルを記録し、第1弾の150万ドルをわずかに下回る結果となった。興行収入は1,730万ドルで、ユニバーサルの『ワイルド・スピード/ジェットブレイク』に次ぐ2位となった。ユニバーサル社の『ワイルド・スピード/ジェットブレイク』、本作、『フォーエバー・パージ』がトップ3に入ったことで、単一スタジオでの達成は2005年2月以来となる。2回目の週末は44.5%減の890万ドルで3位、3回目の週末は470万ドルで4位となった。

### 映画批評家によるレビュー
レビュー集計サイトRotten Tomatoesでは、83件のレビューから47％の支持率を獲得し、平均評価は5.4/10となっている。ウェブサイトの批評家の意見では、「C-suiteというよりはC-levelだが、子供のための苦痛のない気晴らしとして、本作はまともなファミリービジネスを管理している」と書かれている。Metacriticでは、16人の評論家による加重平均スコアが100点満点中40点で、「評価はまちまち、または平均的」となっている。CinemaScoreの調査によると、平均評価は、A+からFのスケールで「A」となっている（第1作の「A-」よりも改善されている）。PostTrakの報告によると、72％の観客が好意的なスコアをつけ、49％の観客が「ぜひ勧めたい」と答えている。
ワシントン・ポストのトーマス・フロイドは、この映画に2.5/4つ星をつけ、「監督のトム・マクグラスと脚本家のマイケル・マッカラーズが、前作のギャグ、ストーリービート、キャラクターダイナミクスを再現するために、おかしなほどの手間をかけているため、重度の続編嫌いになってしまっている。しかし、本作は、巧みなキャスティングと驚くほど鋭い社会風刺のおかげで、前作を大きく上回ることに成功している。」と語っている。ロサンゼルス・タイムズに寄稿したマイケル・オドーニャは「良くも悪くも同じことの繰り返しだが、若いファンを満足させるには十分な機能とホイッスル（特に新キャラクター）を備えているだろう。」と語っている。
ジ・オンライン・AVクラブに寄稿したケイティ・ライフは、この映画に「C+」の評価を与え、「本作は、あまりにも動きが早く、何かを考えるきっかけにならないこともあって、興奮するような内容ではない。前作に比べて、本作は、世界観の構築や幻覚的な内部論理への脱線が少なく、迅速かつ刺激的なペースで進んでいる」と述べている。TheWrapのカルロス・アギラールは、「本作は、中途半端な対立の数々を提供しており、どれも注目されるべきだと叫んでいるが、制作者はどれが最も緊急を要するかわからないようだ」と書いている。